# Mona Dahle
Mona Dahle   (Trondheim, 24 d'agost de 1970), també coneguda pel nom de casada Mona Sivertsen, és una exjugadora d'handbol noruega que va competir durant les dècades de 1980 i 1990.
El 1992 va prendre part en els Jocs Olímpics de Barcelona, on guanyà la medalla de plata en la competició d'handbol. Quatre anys més tard, als Jocs d'Atlanta, no pogué revalidar la medalla de plata i fou quarta en la classificació final del handbol. En el seu palmarès també destaca una medalla de bronze al Campionat d'Europa d'handbol de 1994. Entre 1991 i 1996 jugà un total de 114 partits i marcà 151 gols amb la selecció nacional.